# Rush: A Disney-Pixar Adventure
Kinect Rush: A Disney — Pixar Adventure (также известна как Rush: A Disney — Pixar Adventure) — игра-платформер, основанная на мультфильмах студии Pixar и изначально выпущенная для Kinect на Xbox 360.

## Игровой процесс
Игроку предстоит посетить миры восьми мультфильмов Pixar: «Вверх», «История игрушек», «История игрушек 2», «История игрушек 3», «Суперсемейка», «Тачки», «Тачки 2», «Рататуй». Игрок начинает путь с создания аватара. Аватар игрока меняется в зависимости от мира, в котором он находится: например, в мире «Тачек» игрок будет автомобилем, а в мире «Суперсемейки» — супергероем. Сама же игра представляет собой платформер с видом от третьего лица. Как такового сюжета в игре нет. Большая часть игрового процесса состоит из сбора монет, получения очков и выполнения определённых заданий.

## Разработка и выход
Игра была анонсирована 8 декабря 2011 года, а выпущена 20 марта 2012 года в Северной Америке и 23 марта — в Европе и России.

### Переиздание
В августе 2017 года Microsoft объявила, что игра будет переиздана для консоли Xbox One и компьютеров под управлением Windows через Microsoft Store. Ремастер был выпущен 31 октября 2017 года и поддерживает разрешение 4K, визуальные эффекты с высоким динамическим диапазоном, традиционные элементы управления наряду с Kinect для Xbox One, улучшения для Xbox One X, а также был добавлен новый игровой мир на основе мультфильма Pixar 2016 года «В поисках Дори». 14 сентября 2018 года Microsoft в сотрудничестве с издателем THQ Nordic выпустила версию игры для ПК в сервисе Steam.

## Критика
| Сводный рейтинг | Сводный рейтинг |
| Агрегатор       | Оценка          |
| --------------- | --------------- |
| GameRankings    | 72,06%          |
| Metacritic      | 68/100          |

Согласно агрегатору Metacritic, общий рейтинг версии игры для Xbox 360 составляет 68 из 100 баллов, что означает «смешанные или средние отзывы».

#### Комментарии
1. ↑  В переиздании 2017 года был представлен новый, девятый мир, созданный по мотивам мультфильма «В поисках Дори».